# Stupeň B1025 Falconu 9
Stupeň B1025 Falconu 9 je první stupeň rakety Falcon 9 vyráběné společností SpaceX. Poprvé tento první stupeň letěl při misi CRS-9, kdy úspěšně přistál na ploše Landig Zone 1. Byl to celkem pátý první stupeň, který úspěšně přistál.  Následně byl stupeň zrenovován a upraven pro použití jako postranní blok pro premiérový let Falconu Heavy.

## Historie letů

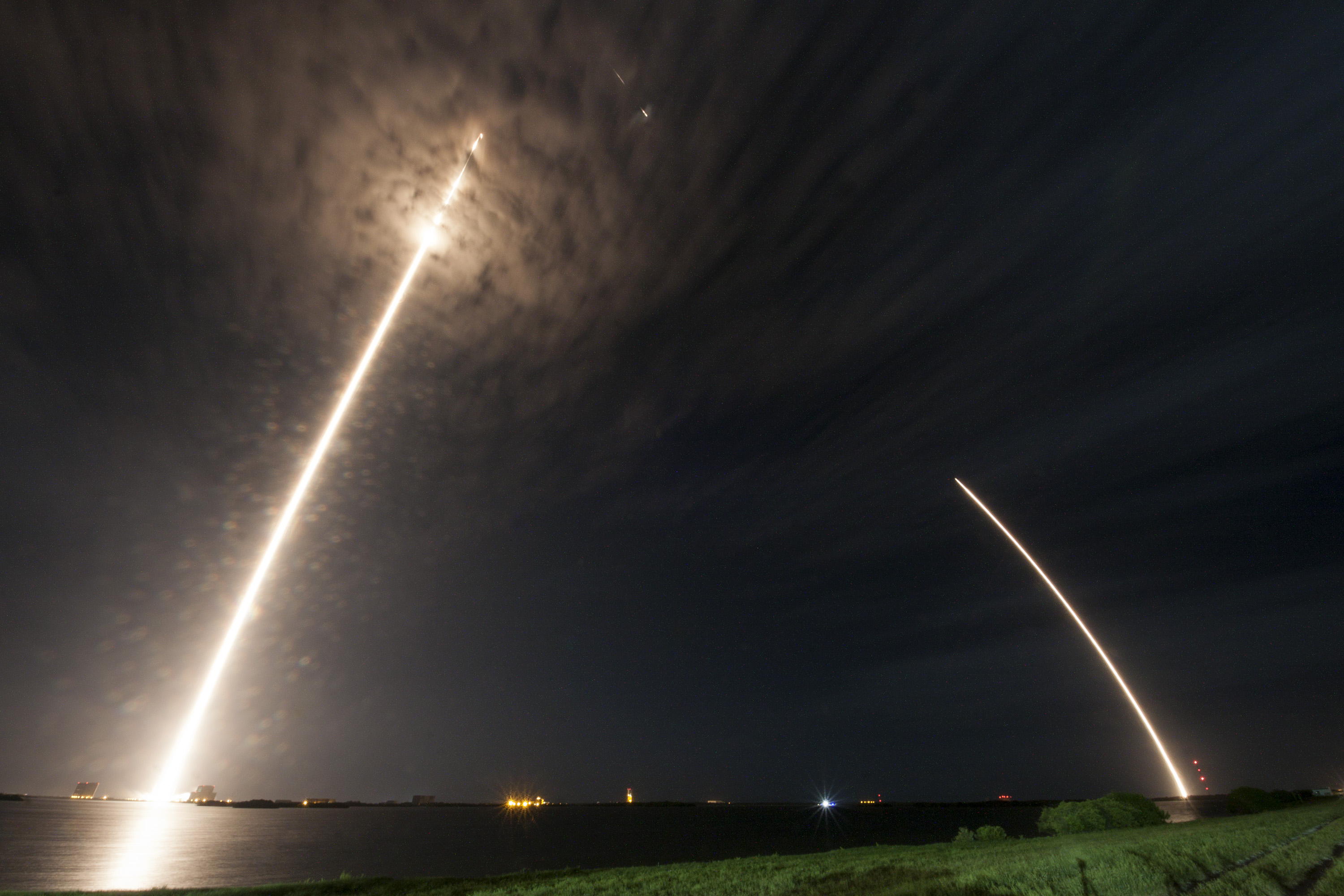
Snímnek s dlouhou expozicí zacycuje světelnou stapu startu i přistání při misi CRS-9

| Číslo použití | Datum startu (UTC) | Let číslo        | Náklad                     | Start | Místo startu | Přistání | Místo přistání | Poznámky                              |
| ------------- | ------------------ | ---------------- | -------------------------- | ----- | ------------ | -------- | -------------- | ------------------------------------- |
| 1             | 18. července 2016  | Falcon 9 – 27    | CRS-9                      |       | CCAFS LC-40  |          | LZ-1           | Páté úspěšné přistání prvního stupně. |
| 2             | 6. února 2018      | Falcon Heavy – 1 | Tesla Roadster Elona Muska |       | KSC LC-39A   |          | CCAFS LZ-2     | Zkušební let Falconu Heavy            |